# Acido tereftalico
L'acido tereftalico (acido 1,4-benzendicarbossilico) è uno dei tre isomeri dell'acido ftalico. Tale sostanza trova largo impiego come prodotto chimico di largo consumo (commodity chemical), in particolar modo in qualità di materiale di partenza per la sintesi di poliestere (nello specifico polietilene tereftalato o PET), usato a sua volta per la produzione di vestiario e bottiglie in plastica.

## Storia
L'acido ftalico (l'isomero con configurazione orto dell'acido tereftalico) fu ottenuto dal chimico francese Auguste Laurent nel 1836 tramite ossidazione del naftalene tetracloruro. Inizialmente lo scienziato, credendo di aver ottenuto un prodotto di derivazione del naftalene, battezzò la sostanza col nome di "acido naftalenico". Successivamente il chimico svizzero Jean Charles Galissard de Marignac determinò la formula esatta del prodotto, dimostrando l'errore nella supposizione di Laurent: quest'ultimo decise quindi di ribattezzare la sostanza scoperta con il suo attuale nome.

## Proprietà
L'acido tereftalico è pressoché insolubile in acqua, alcoli ed eteri: fino al 1970 circa, proprio a causa della sua insolubilità, l'acido tereftalico grezzo è stato convertito nella sua forma dimetilata per poter esser purificato. Sublima per riscaldamento.

## Produzione
L'acido tereftalico può essere preparato in laboratorio per ossidazione di derivati para del benzene o in modo più efficace per mezzo dell'ossidazione di una miscela di cumene e cuminolo usando acido cromico. Su scala industriale questa sostanza viene invece prodotta per ossidazione di p-xilene ad opera dell'ossigeno contenuto nell'aria. La reazione viene eseguita utilizzando acido acetico come solvente, in presenza di un catalizzatore a base di cobalto-manganese ed un agente promotore al bromo. In alternativa l'acido tereftalico è sintetizzabile per mezzo del processo Henkel, nel quale avviene il riarrangiamento dell'acido ftalico ad acido tereftalico tramite il corrispondente sale di potassio.